# Koninklijk Nederlands Historisch Genootschap
Het Koninklijk Nederlands Historisch Genootschap (KNHG) is een organisatie van historici, die de belangen van het vakgebied en de beoefenaren behartigt. Het genootschap is oorspronkelijk in 1845 opgericht en vormt daarmee een van de oudste wetenschappelijke genootschappen en historische verenigingen.
Activiteiten van het genootschap zijn de organisatie van congressen en debatten (waaronder de tweejaarlijkse Historicidagen), naast de uitgave van het blad BMGN – Low Countries Historical Review (het voormalige Bijdragen en Mededelingen betreffende de Geschiedenis der Nederlanden). Het KNHG werkt nauw samen met de Koninklijke Nederlandse Akademie van Wetenschappen en met andere historische verenigingen in het International Committee of Historical Sciences (ICHS), de internationale organisatie van historici. 

## Geschiedenis
In 1969 besloten het Historisch Genootschap en het Nederlands Comité voor Geschiedkundige Wetenschappen tot een fusie, waaruit het Nederlands Historisch Genootschap ontstond.
Het genootschap heeft zich ontwikkeld tot een beroepsvereniging voor historici, die zich in wetenschappelijke uitingen steeds meer van het Engels bedient. Vanaf 1 maart 2025 is hoogleraar cultuurgeschiedenis Jan Hein Furnée voorzitter van de KNHG.